# آلفا رومئو اسپرینت

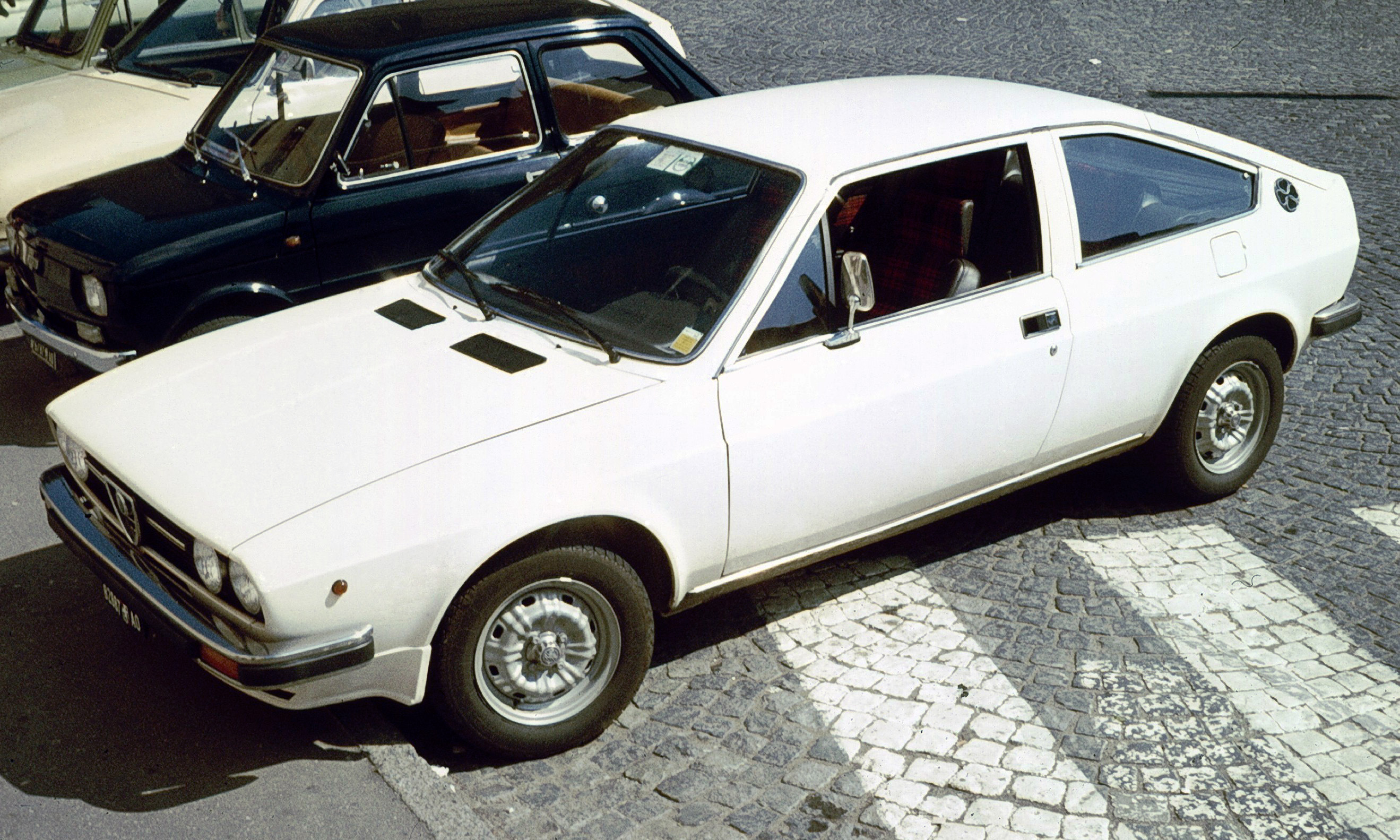

آلفارومئو اسپرینت (Alfa Romeo Sprint) خودرویی است که در سال‌های ۱۹۷۶–۱۹۸۹در ایتالیا و آفریقای جنوبی تولید شده‌است.
طراحی آن خودروهای موتور جلو-محور جلو بوده است. سیستم جعبه‌دندهٔ آن ۵ دنده به صورت دستی است.